# Wladimir Grigorjewitsch Weisberg
Wladimir Grigorjewitsch Weisberg (russisch Владимир Григорьевич Вейсберг; * 7. Juni 1924 in Moskau; † 1. Januar 1985 ebenda) war ein russischer Maler und Kunsttheoretiker.

## Leben
Weisberg entstammte einer Akademikerfamilie: sein Vater G. P. Weisberg (1884–1942) war Pädagoge und Psychologe, seine Mutter, Maria Jakowlewna, die aus einer sibirischen Familie von Burtsevs stammte, war Bibliothekarin am Institut für Arbeit und Hygiene. In den 1920er Jahren interessierte sich sein Vater, der Deutsch konnte, für die Ideen Sigmund Freuds und versuchte, sie in das sowjetische System einzuführen. Später wurde er vom Narkompross, wo er unter der Schirmherrschaft von O. Schmidt arbeitete, in den Schuldienst versetzt, wo er die pädagogische Zeitschrift „Sowjetische Pädagogik“ herausgab.
Während des Zweiten Weltkrieges wollte Weisberg als Freiwilliger an die Front, wurde aber zum Ausheben von Panzergräben versetzt. Bei einem der Bombenangriffe erlitt Weisberg eine schwere Gehirnerschütterung, was der Grund für eine neurologische Behandlung wurde. Auch später litt er an schwacher Gesundheit.
Von 1943 bis 1948 studierte er im Atelier des Allunions-Zentralkomitees der Gewerkschaften der Sowjetunion (WZSPS) bei S. M. Iwaschiow-Musatow Zeichnen, später bei W. N. Nemuchin, und dann Malerei im Atelier von Alexander Osmerkin, wo zuvor I. I. Mashkow gelehrt hatte. Zudem besuchte er die „Heimakademie“ von W. J. Sitnikow. Im Jahr 1947 wurde sein Studium durch die Verhaftung von Iwaschiow-Musatow unterbrochen. Im Atelier lernte er auch seine erste Frau Swetlana Wiktorowna Scheglowa kennen.
Im Jahr 1946 bewarb sich Weisberg für die Aufnahme in die Nationale Akademie der Künste, benannt nach Wassili Surikow, die nach Ende des Krieges den Betrieb wieder aufgenommen hatte, bestand die Prüfung jedoch nicht.
Ende der 1950er Jahre ging er seine zweite Ehe mit der Historikerin Galina Michailowna Ermina ein.
Von 1959 bis 1984 unterrichtete er Malerei im Atelier des Fortbildungs-Instituts des Architektenverbandes der UdSSR. Zwischen 1964 und 1966 gab er Kurse im Moskauer Fernsehen.
Obwohl seit 1961 Mitglied der Künstlerunion der UdSSR und Mitglied der Gruppe „Acht“, fand seine erste Einzelausstellung in der UdSSR 1988 nach dem Tod des Künstlers statt.
Wladimir Grigorjewitsch Weisberg starb am 1. Januar 1985 in Moskau und ist dort auf dem Wwedenskoje-Friedhof, Grab Nr. 11 begraben.

## Politische Verwicklungen
Weisberg war ein enger Freund von N. Y. Mandelstam. Zudem war er mit A. Ginzburg befreundet, dem er anscheinend in einer schwierigen Situation half. Weisberg unterzeichnete den berühmten „Brief der 46“, der Anfang 1968 zur Verteidigung der Moskauer Samisdat-Aktivisten verfasst wurde, zu denen auch Ginzburg gehörte. In der Folge dieser Intervention wurden Weisbergs Bilder kaum mehr ausgestellt; die meisten von Weisbergs Werken befinden sich heute in Privatsammlungen außerhalb Russlands.

## Werk
Von klassisch-modernen Positionen (u. a. Paul Cézanne) ausgehend, fand Weisberg im Laufe der 1960er Jahre zu einer eigenen, auch kunsttheoretisch fundierten Auffassung, die im Wesentlichen im Streben nach größtmöglicher Reduktion des Formenvokabulars (Geometrisierung des Bildbaus) und der malerischen Mittel (Annäherung an eine „nicht-farbige“ Monochromie) bestand, dabei jedoch an der Gegenständlichkeit festhielt. In den Tonwerten nur minimal modulierte, quasi-monochrome Stillleben, Akte und Frauenportraits dominieren das malerische Œuvre, während im grafischen Werk auch die Plein-Air-Landschaftszeichnung eine Rolle spielt.

## Rezeption
Sowohl innerhalb des sowjet-russischen Kunstbetriebs als auch im internationalen kunstgeschichtlichen Kontext weitgehend isoliert, blieb Weisberg zu Lebzeiten ein Außenseiter, dessen Werke mit wenigen Ausnahmen (u. a. Tretjakow-Galerie und Puschkin-Museum in Moskau sowie Russisches Museum in Sankt Petersburg) vor allem in private Sammlungen (z. B. in ART4.RU) Eingang fanden.